# Lutherstadt Wittenberg
Lutherstadt Wittenberg sau Wittenberg este un oraș în landul Saxonia-Anhalt, Germania cu o populație de 49.914 locuitori (la 01.01.2010) și o suprafață de 240 km².  

## Monumente
Monumentele comemorative ale lui Luther din Wittenberg au fost înscrise în anul 1996 pe lista locurilor din patrimoniului mondial UNESCO.

## Galerie de imagini

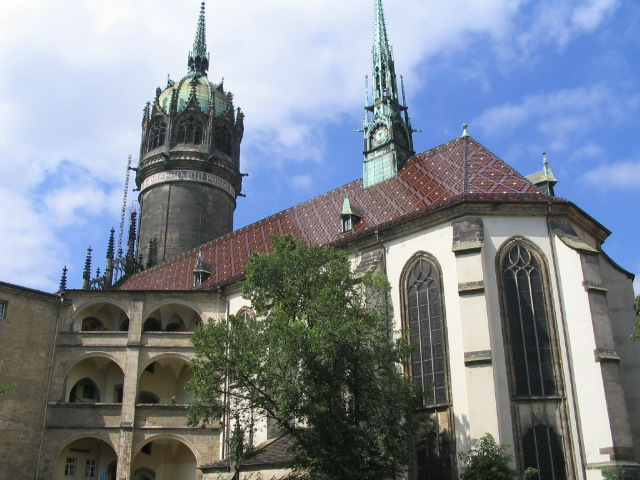
Biserica Tuturor Sfinților